# Finská hokejbalová reprezentace
Finská hokejbalová reprezentace je výběrem nejlepších finských hráčů v hokejbale. Od roku 2009 se účastní mistrovství světa. Největším úspěchem finského týmu je 7. místo v 2011. Tým je řízen Street Hockey Finland (SHF).

## Účast namistrovstvísvěta
| MS      | Místo konání           | Umístění        |
| ------- | ---------------------- | --------------- |
| MS 2009 | Česko (Plzeň)          | 13. místo       |
| MS 2011 | Slovensko (Bratislava) | 7. místo        |
| MS 2013 | Kanada (St. John's)    | Nezúčastnilo se |
| MS 2015 | Švýcarsko (Zug)        | 8. místo        |